# VHDCI

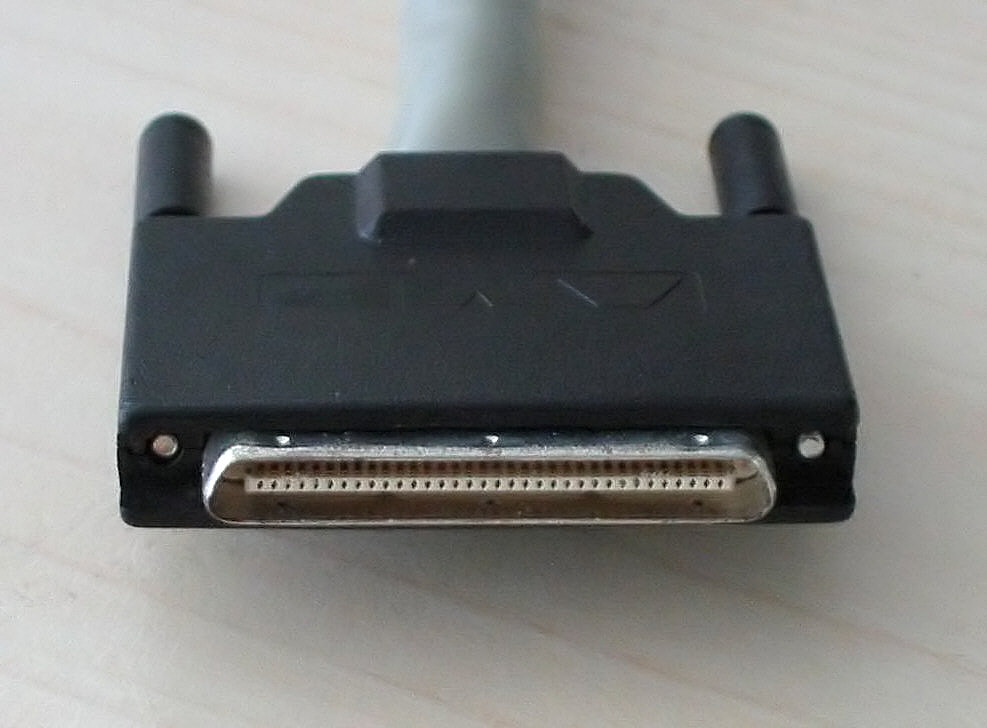
Кабельная вилка VHDCI

VHDCI (англ. Very High Density Cable Interconnect — кабельное соединение сверхвысокой плотности) — серия 68-контактных миниатюрных соединителей кабельного интерфейса сверхвысокой плотности. Представлен в документе SPI-3 стандарта SCSI-3. Соединители серии VHDCI допускают размещение до четырёх широких соединителей на тыльной стороне слота PCI-карты. Физически выглядит как миниатюрный соединитель типа Centronics.
Соединитель на кабеле представляет собой вилку с контактами в виде плоских штырей. Соединитель на устройстве представляет собой розетку  с контактами в виде гнёзд.

## Применение
- библиотека лент IBM 3584[англ.][1]

## Другие виды применений
Помимо стандартизированного использования с интерфейсом SCSI, несколько производителей также использовали разъемы VHDCI для других типов интерфейсов:
- Nvidia: для внешнего 8-полосного соединения PCI Express и используется в Quadro Plex VCS и Quadro NVS 420 в качестве разъема порта дисплея.
- ATI Technologies: на FireMV 2400 для передачи двух сигналов DVI и двух сигналов VGA на один разъем и объединения двух из этих разъемов рядом, чтобы FireMV 2400 могла быть низкопрофильной картой на четыре дисплея. В Radeon X1950 XTX Crossfire Edition также использовалась пара разъемов для обеспечения большей пропускной способности между картами, чем шина PCI Express позволяла в то время для Crossfire.
- AMD: некоторые варианты Radeon HD 7750 от Visiontek используют разъем VHDCI вместе с Mini DisplayPort, чтобы обеспечить массив Eyefinity с 5 (переход на 4 HDMI + 1 mDP) дисплеями на низкопрофильной карте. VisionTek также выпустила аналогичную Radeon HD 5570, но без Mini DisplayPort.
- Juniper Networks: для своих 12- и 48-портовых PIC 100Base-TX (физические интерфейсные карты). Кабель подключается к разъему VHDCI на PIC на одном конце, через разъем RJ-21 на другом конце к коммутационной панели RJ-45.
- Cisco: кабели для стекирования 3750 StackWise
- National Instruments: на их высокоскоростных платах цифрового ввода-вывода.
- AudioScience использует VHDCI для передачи нескольких аналоговых сбалансированных аудиопотоков и цифровых аудиопотоков AES/EBU, а также тактовых сигналов и сигналов GPIO.[2]